# Cour d'État d'Estonie
 (septembre 2023).
La mise en forme du texte ne suit pas les recommandations de Wikipédia : il faut le « wikifier ».
Les points d'amélioration suivants sont les cas les plus fréquents. Le détail des points à revoir est peut-être précisé sur la page de discussion.
- Les titres sont pré-formatés par le logiciel. Ils ne sont ni en capitales, ni en gras.
- Le texte ne doit pas être écrit en capitales (les noms de famille non plus), ni en gras, ni en italique, ni en « petit »…
- Le gras n'est utilisé que pour surligner le titre de l'article dans l'introduction, une seule fois.
- L'italique est rarement utilisé : mots en langue étrangère, titres d'œuvres, noms de bateaux, etc.
- Les citations ne sont pas en italique mais en corps de texte normal. Elles sont entourées par des guillemets français : « et ».
- Les listes à puces sont à éviter, des paragraphes rédigés étant largement préférés. Les tableaux sont à réserver à la présentation de données structurées (résultats, etc.).
- Les appels de note de bas de page (petits chiffres en exposant, introduits par l'outil «  Source ») sont à placer entre la fin de phrase et le point final[comme ça].
- Les liens internes (vers d'autres articles de Wikipédia) sont à choisir avec parcimonie. Créez des liens vers des articles approfondissant le sujet. Les termes génériques sans rapport avec le sujet sont à éviter, ainsi que les répétitions de liens vers un même terme.
- Les liens externes sont à placer uniquement dans une section « Liens externes », à la fin de l'article. Ces liens sont à choisir avec parcimonie suivant les règles définies. Si un lien sert de source à l'article, son insertion dans le texte est à faire par les notes de bas de page.
- La présentation des références doit suivre les conventions bibliographiques. Il est recommandé d'utiliser les modèles {{Ouvrage}}, {{Chapitre}}, {{Article}}, {{Lien web}} et/ou {{Bibliographie}}. Le mode d'édition visuel peut mettre en forme automatiquement les références.
- Insérer une infobox (cadre d'informations à droite) n'est pas obligatoire pour parachever la mise en page.

Pour une aide détaillée, merci de consulter Aide:Wikification.
Si vous pensez que ces points ont été résolus, vous pouvez retirer ce bandeau et améliorer la mise en forme d'un autre article.
La Cour d'État d'Estonie (estonien : Riigikohus) est le tribunal de dernier ressort en Estonie. C'est tout à la fois une cour suprême et une cour constitutionnelle chargée du contrôle juridictionnel et du contrôle de constitutionnalité. Le siège de la Cour est situé à Tartu.

## Histoire

### Première période d'indépendance (1919-1940)
Avec la première Constitution d'Estonie et la loi sur la Cour d'État, l'Assemblée constituante estonienne a créé la Cour d'État d'Estonie en tant que cour de cassation le 21 octobre 1919. Les premiers juges de la Cour étaient (président), Paul Beniko, Rein Koemets, Jaan Lõo, Hugo Reiman, Martin Taevere et Peeter Puusepp. La Cour siégea pour la première fois à l'hôtel de ville de Tartu le 14 janvier 1920. Lors du processus de centralisation en 1935, la Cour fut transférée à Tallinn, où elle s'installe dans un bâtiment spécialement rénové de la rue Wismari. Lors de sa dernière séance, tenue le 31 décembre 1940, la Cour a accepté l'ordre du gouvernement de la république socialiste soviétique d'Estonie de se dissoudre à compter du 1er janvier 1941.

### Occupation soviétique (1940-1991)

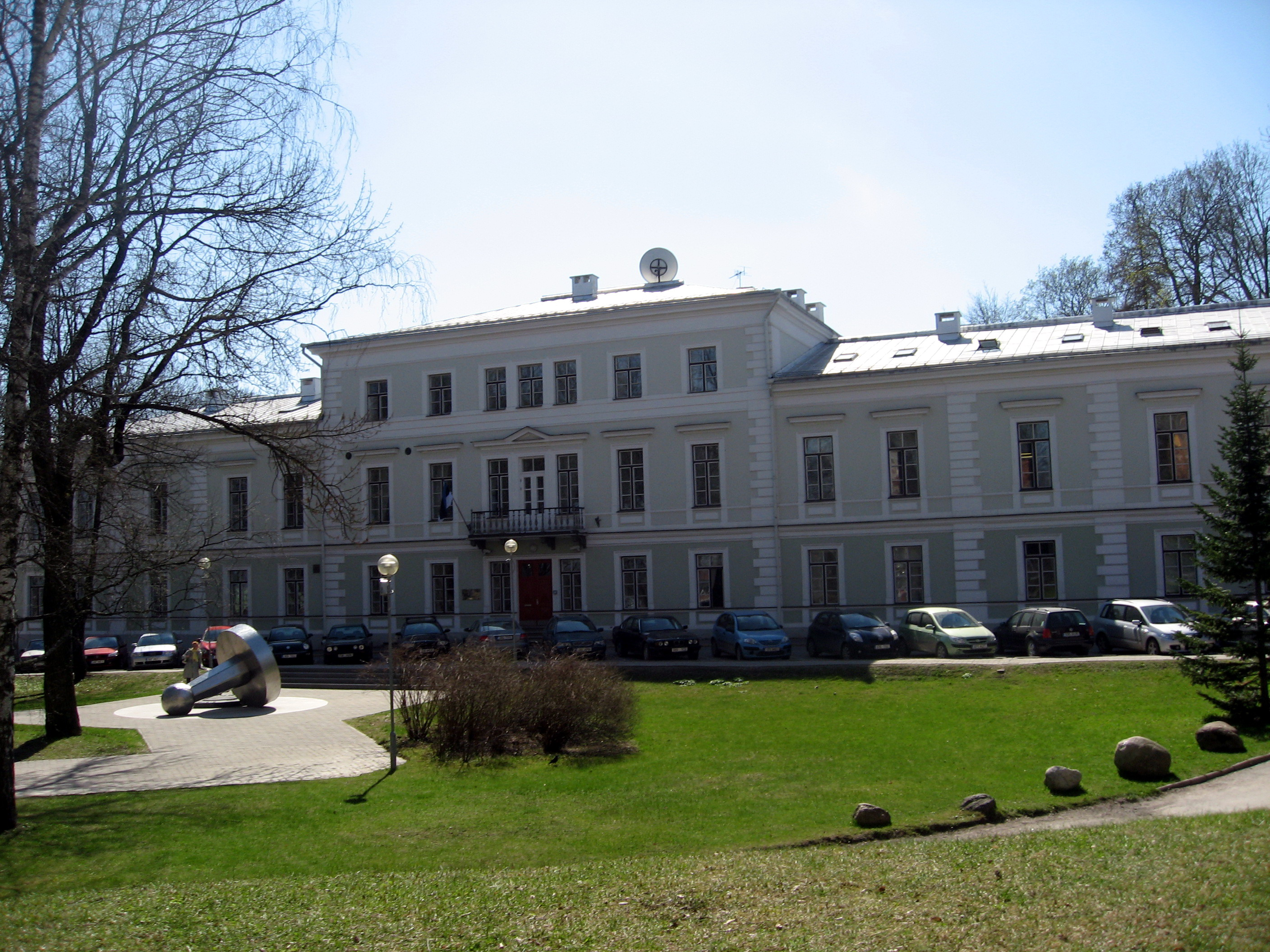
Le siège de la Cour suprême (1940-1991) et le bâtiment actuel de la Cour d'État de la république d'Estonie à Tartu

La Cour suprême de la RSS d'Estonie (estonien : Eesti NSV Ülemkohus) était une institution affiliée à la Cour suprême de l'Union soviétique. Toutes les décisions de justice ont été rendues conformément à la Constitution soviétique et à la Constitution de la RSS d'Estonie. La composition du tribunal était déterminée tous les cinq ans par le Soviet suprême de la république. Elle était composée d'une chambre civile, d'une chambre criminelle, du présidium et d'un tribunal militaire.

### Après la restauration de l'indépendance (depuis 1992)
La quatrième Constitution estonienne, adoptée par référendum le 28 juin 1992, fournit une base juridique pour le rétablissement de la Cour d'État. Rait Maruste en fut désigné comme le premier président. Le juridiction rétablie tînt sa première audience à l'hôtel de ville de Tartu, le 27 mai 1993.

## Siège
En 1919, une demeure de la rue Aia à Tartu fut choisi par le gouvernement estonien pour abriter la Cour d'État. Le déménagement vers le bâtiment en question a cependant été retardé, car ce dernier était utilisé pour les négociations de paix entre l'Estonie et la république socialiste fédérative socialiste de Russie. Le 2 février 1920, le bâtiment accueillit la signature du traité de Tartu. La Cour d'État a travaillé dans le bâtiment de la rue Aia de 1920 à 1935. Celui-ci abrite désormais une école secondaire - le gymnase Jaan Poska. De 1935 jusqu'à sa dissolution en 1940, la Cour a siégé à Tallinn, dans un bâtiment de l'actuelle rue Wismari.
En 1993, la Cour d'État a emménagé dans son bâtiment actuel, l'ancienne caserne-infirmerie au 17 de la Rue Lossi.

## Organisation et structure

### Assemblée plénière
L'Assemblée plénière (estonien : Üldkogu, littéralement assemblée générale) est la formation de plus haut niveau de la Cour, réunissant l'intégralité des 19 juges la composant. Toute décision est prise à la majorité simple, et en cas de partage égal des voix, celle du président est prépondérante.
Cette formation détient seule le pouvoir de proposer la nomination et la révocation des juges inférieurs, de statuer sur les procédures disciplinaires visant les juges et de constater l'incapacité d'un membre du Riigikogu (le Parlement monocaréral de l'Estonie), du président de l'Estonie, du chancelier de justice (Õiguskantsler) ou de Contrôleur d'État, le responsable de l'audit d'État (Riigikontroll).
Une affaire peut être renvoyée devant l'Assemblée plénière par n'importe laquelle des autres formations de la Cour, et toutes les décisions prises par la première sont contraignantes pour les dernières. Par exemple en 2012, l'Assemblée plénière avait été saisie par la Chambre du contrôle de constitutionnalité sur la question du mécanisme européen de stabilité, en raison de son caractère public et controversé.

### Formation (ad hoc) en chambres réunies
Une formation en chambres réunies (ad hoc) (estonien : Erikogu) est convoquée par le président de la Cour d'État pour résoudre les différends entre les formations de la Cour concernant l'interprétation de la loi ou pour trancher les conflits de compétences entre elles. Elle réunie, sous la présidence du président de la Cour, deux juges de chaque chambre concernée (civile, criminelle et administrative). Les décisions prises en chambres réunies s'imposent aux autres formations, à moins que l'Assemblée plénière n'ait statué différemment.

### Chambre du contrôle de constitutionnalité
La Chambre du contrôle de constitutionnalité (estonien : Põhiseaduslikkuse järelevalve kolleegium) remplit le rôle de cour constitutionnelle dans le système juridictionnel estonien. Le président de la Cour d'État en est également le président. La Chambre compte également huit juges, représentants toutes les autres chambres ordinaires. Chaque année, deux des membres les plus anciens de la Chambre sont remplacés par deux nouveaux désignés par l'Assemblée plénière. La Chambre du contrôle de constitutionnalité peut abroger toute disposition législative qu'elle estime ne pas être conforme à la Constitution estonienne, et peut conseiller le Riigikogu sur la constitutionnalité de toute proposition d'acte législatif européen.
Conformément au chapitre 2 de la loi sur la procédure juridictionnelle de contrôle de constitutionnalité, une telle procédure peut être initiée par le Chancelier de justice, le Président de l'Estonie, tout conseil d'administration locale ou une juridiction inférieure. Même si la loi ne permet pas aux particuliers de saisir directement la Chambre, de telles demandes ont été acceptées dans certains cas, si les demandeurs ne disposaient d'aucun autre moyen pour s'assurer de la protection constitutionnelle.

### Chambres administrative, civile et criminelle
Les trois chambres ordinaires de la Cour connaissent des appels et les demandes en révision (en cas de d'éléments nouveaux) émanant des Cours de districts (cours d'appel). La Chambre administrative (estonien : Halduskolleegium) compte six membres, la Chambre civile (estonien : Tsiviilkolleegium) comprend sept juges et la Chambre criminelle (estonien : Kriminaalkolleegium) en compte six. La plupart des affaires sont entendues par un collège de trois juges. Cependant, si le collège n'est pas d'accord sur l'interprétation d'un point de droit ou souhaite renverser la jurisprudence antérieure de sa propre chambre, l'affaire est renvoyée en chambre plénière. S'il est nécessaire de revenir sur une jurisprudence antérieure d'une autre chambre, la formation ad hoc des chambres réunies évoquée plus haut est saisie. Lorsque la chambre souhaite renverser une jurisprudence de la formation en chambres réunies ou de l'Assemblée plénière, cette dernière est directement saisie.

## Président de la Cour d'État

### Nomination
Le président de la Cour d'État est nommé par le Riigikogu sur proposition du président de l'Estonie. Conformément à l'article 27 de la loi sur les tribunaux, le président est nommé pour une durée de 9 ans, renouvelable non-consécutivement.

### Liste des présidents
- Pièces Kaarel (1919-1940)[13]
- Rait Marusté (1992-1998)[13]
- Uno Lõhmus (1998-2004)[13]
- Mart Rask (2004-2013)[13]
- Priit Pikamae (2013-2019)[13]
- Villu Kõve (depuis 2019)[14]

## Juges de la Cour d'État

### Nomination
Tout juriste expérimenté et reconnu peut postuler pour devenir juge à la Cour suprême à la suite de l'annonce publique d'une vacance et de la tenue d'un concours. Les candidats retenus sont nommés à vie par le Riigikogu sur proposition du président de la Cour d'État.

### Juges actuels
La Cour compte d'ordinaire 19 juges ; cependant, un ou plusieurs postes sont souvent vacants. Les juges actuellement en fonction sont répertoriés ci-dessous.
- Villu Kõve - président de la Cour d'État, président de la Chambre du contrôle de constitutionnalité

#### Chambre administrative
- Ivo Pilving - Président de la Chambre administrative
- Jüri Põld - Jug
- Viive Ligi - Juge
- Nele Parrest - Juge
- Butin Heiki – Juge

#### Chambre civile
- Peeter Jerofejev - président de la Chambre civile
- Henn Jõks - Juge
- Fourmis Kull - Juge
- Malle Seppik - Juge
- Jaak Luik - Juge
- Tambet Tampuu - Juge

#### Chambre criminelle
- Saale Laos - président de la Chambre criminelle
- Eerik Kergandberg - Juge
- Hannes Kiris - Juge
- Paavo Randma - Juge
- Peeter Roosma - Juge
- Velmar Brett - Juge

### Anciens membres
- Julia Laffranque - ancienne juge de la Chambre administrative (2004-2010), actuellement juge à la Cour européenne des droits de l'homme

### Départ des fonctions
Selon l'article 991 de la loi sur les tribunaux, l'âge obligatoire de la retraite pour tous les juges, y compris le président et les juges de la Cour d'État, est de 68 ans.
Conformément à la loi sur les tribunaux, un juge de la Cour d'État peut être démis de ses fonctions par le Riigikogu sur proposition du président, qui peut lui-même être démis de ses fonctions par le Riigikogu sur avis du président de l'Estonie. Toute départ des fonctions juridictionnelles doit être motivé par l'une des raisons énoncées au (1) de l'article 99 précité :
"(1) Un juge quitte ses fonctions :
1) à sa demande ;
2) en raison de son âge ;
3) pour cause d'inaptitude à l'exercice de ses fonctions – dans les trois ans suivant la nomination ;
4) pour des raisons de santé incompatibles avec l'exercice de ses fonctions ;
5) en cas de suppression de la juridiction ou de réduction du nombre de juges ;
6) si, après avoir quitté la Cour d'État, le Ministère de la Justice, une institution judiciaire internationale ou après son retour d'une mission civile internationale, il ou elle n'a pas la possibilité de réintégrer son ancien poste de juge, et qu'il ou elle ne souhaite pas être transférée vers un autre tribunal ;
7) s'il ou elle est nommée ou élu à un poste ou une fonction qui n'est pas conforme aux restrictions imposées aux services des juges ;
8) si des faits sont révélés qui, selon la loi, empêchent la nomination de la personne comme juge."

## Participation à des organisations internationales
- Conférence des Cours constitutionnelles européennes
- Conférence mondiale sur la justice constitutionnelle
- Association des Conseils d'État et des juridictions administratives suprêmes de l'Union européenne
- Commission de Venise du Conseil de l'Europe